# Chréa
Chréa (în arabă الشريعة) este o comună din provincia Blida, Algeria.
Populația comunei este de 783 de locuitori (2008).